# زنور
زنور (به انگلیسی: Zennor) یک روستا و محله مدنی در بریتانیا است که در کورنوال واقع شده‌است. زنور ۱۹۶ نفر جمعیت دارد.